# Franz Oppenheimer
Franz Oppenheimer (30. březen 1864, Berlín – 30. září 1943, Los Angeles) byl německý sociolog a politický ekonom židovského původu. Byl silně ovlivněn dílem Ludwiga Gumplowicze. Proslavil se svou teorií státu, kterou rozvinul zejména v knize Der Staat. Odmítl koncept společenské smlouvy a stát označil za nástroj útlaku, nicméně odmítl anarchistické snahy o zrušení státu, usiloval o demokratizační reformy a věřil v princip družstevnictví. Označoval se za liberálního socialistu, hlásil se k sionismu, podporoval kibucové hnutí. Palestinský mošav Merchavja vznikl na základě jeho teorií. V USA spolupracoval s ekonomem a reformátorem Henry Georgem.